# Eduardo Arana Ysa
Eduardo Arana Ysa (nascido em 18 de outubro de 1965) é um político e advogado peruano que exerce o cargo de Primeiro-ministro do Peru desde maio de 2025. Anteriormente, foi ministro da Justiça e Direitos Humanos entre setembro de 2023 e maio de 2025.

## Formação e carreira jurídica
Arana nasceu em 18 de outubro de 1965. Estudou no Colégio Salesiano Dom Bosco em Callao, formando-se em 1982, época em que vivia no distrito de Bellavista. É graduado em Direito e Ciências Políticas pela Universidade Inca Garcilaso de la Vega e leciona na Universidade Nacional Federico Villarreal desde 2000.
Arana atuou como chefe do gabinete de assessores de Javier Villa Stein quando este presidiu o Poder Judiciário, de 2009 a 2011. Também foi designado como árbitro pelo Organismo Supervisor de Contratações do Estado (OSCE) e atuou como secretário do Conselho Nacional da Magistratura.

## Carreira política
Arana iniciou sua trajetória política ao se candidatar a vereador do distrito de San Isidro pelo partido Aliança para o Progresso, nas eleições municipais de 2018, mas não foi eleito. Posteriormente, atuou como assessor nas comissões de Justiça e Educação durante os mandatos da congressista e ex-procuradora-geral Gladys Echaíz.

### Ministro da Justiça (2023–2025)
Em 6 de setembro de 2023, Arana foi nomeado novo ministro da Justiça e Direitos Humanos pela presidente Dina Boluarte, substituindo Daniel Maurate, promovido a outra pasta ministerial. Em 13 de abril de 2025, anunciou sua renúncia, mas sua saída só foi oficializada após ser nomeado primeiro-ministro por Dina Boluarte, em substituição a Gustavo Adrianzén.